# Крюков, Василий Яковлевич
Василий Яковлевич Крюков — советский хозяйственный, государственный и политический деятель.

## Биография
Родился в 1927 году в Краснолипье. Член КПСС.
С 1951 года — на хозяйственной, общественной и политической работе. В 1951—1987 гг. — учитель, директор Краснолипьевской школы, председатель колхоза им. Куйбышева Репьёвского района Воронежской области.
Избирался депутатом Верховного Совета СССР 9-го и 10-го созывов.
Делегат XXIV съезда КПСС.
Умер до 2012 года.